# Albert Olsson (fotbollsspelare)
Albert "Abben" Julius Olsson, född 28 november 1896 i Göteborg, död på samma ort 20 oktober 1977, var en svensk fotbollsspelare (anfallare) som åren 1915–1931 spelade för Gais.
Olsson vann SM-guld med Gais 1919, 1922 och 1931, och tog dessutom två allsvenska guld 1925 och 1927, vilka dock inte räknas som SM-guld. Han spelade även 10 landskamper för Sverige och deltog bland annat i OS i Antwerpen 1920. Även efter sin spelarkarriär var han aktiv som lagledare, tränare och styrelseledamot i Gais, och han räknas som en av klubbens stora legendarer.

## Karriär
"Abben" Olsson spelade i sin ungdom för flera småklubbar i Göteborgsområdet – IK Höke, Frigga BK och IK Celtic. 1913 kom han som 15-åring för första gången till Gais, men han gjorde sedan även en vända i Fässbergs IF innan han återvände till Gais 1915. Han debuterade i Gais A-lag som 18-åring, först som högerhalv, men senare som anfallare (oftast center). Han spelade hårt och resolut, men aldrig rått, och var dessutom teknisk och passningssäker. Under årens lopp spelade han på alla positioner, inklusive som målvakt. Han hade en otrolig skottförmåga och en god blick för anfallsspelet, och var ett av Gais största offensiva vapen under många år.
Olsson var med och vann SM-guld 1919 och 1922, tog hem svenska serien 1922/1923 och gjorde Gais första allsvenska mål premiärsäsongen 1924/1925. Sammanlagt spelade han 165 matcher för Gais mellan 1915 och 1931 och gjorde 133 mål. I allsvenskan blev det 132 matcher och 104 mål. Under tiden i allsvenskan vann han guld 1924/1925 och 1926/1927 (dessa båda titlar räknas dock inte som SM-guld) och slutligen ett sista guld 1930/1931, som dessutom räknas som SM-guld. Säsongen 1926/27 tog han även hem skytteligatiteln i allsvenskan.

### I landslaget
Olsson var uttagen i den svenska fotbollstruppen till OS i Antwerpen 1920 där laget blev oplacerat efter att ha vunnit en och förlorat två matcher. Olsson spelade i Sveriges alla tre matcher i turneringen och gjorde tre mål.
Olsson spelade under åren 1919–1927 sammanlagt 10 landskamper och gjorde 5 mål.

### Efter spelarkarriären
"Abben" Olsson var en riktig eldsjäl inom Gais. Han var aktiv i föreningen i över 60 år och hade tränar- och lagledaruppdrag i samtliga klubbens seniorlag. Han var styrelseledamot från 1922 och satt under årens lopp på samtliga platser i klubbens styrelse utom ordförandeposten. Han var lagledare för Gais A-lag 1933–1948; från 1938 tillkom dock även en huvudtränare.
Ett citat som visar på Olssons syn på fotbollen är:
| ” | När pengar kommer i förgrunden minskar kamratskapet och spelglädjen, de ingredienser som gett oss våra framgångar på fotbollsplanen. Man ska känna sig stolt över att få dra på sig GAIS-tröjan. Finns inte den känslan är det lika bra att vederbörande söker sig någon annanstans. | „ |

I det civila var Olsson spårvägsförman. Han är begravd på Östra kyrkogården i Göteborg. År 2024 valdes han in i Svensk fotbolls Hall of Fame.

## Meriter

### I klubblag
Gais
- Svensk mästare (3): 1919, 1922, 1931
- Seger i svenska serien: 1922/1923
- Allsvenskt guld (2): 1924/1925, 1926/1927

### I landslag
Sverige
- Uttagen till OS: 1920
- 10 landskamper, 5 mål

### Individuellt
- Skyttekung i Allsvenskan 1926/27, 24 mål
- Mottagare av Stora grabbars märke, 1927
- Invald i Svensk fotbolls Hall of Fame, 2024